# 지행초등학교
지행초등학교는 대한민국 경기도 동두천시에 있는 공립 초등학교이다.

## 연혁
- 2001.09.01 지행초등학교 개교(11학급 편성․운영)
- 2001.09.01 초대 김의철 교장 취임
- 2003.02.20 제1회 졸업식(72명)
- 2003.09.01 반딧불 도서관 개관
- 2004.08.30 컴퓨터실 멀티미디어 설치
- 2005.12.30 전국 100대 교육과정 우수학교 선정
- 2006.06.14 문화마당 준공
- 2007.03.01 경기도교육청 교원능력개발평가 선도학교(2년)
- 2008.09.01 제3대 이광훈 교장 취임
- 2008.12.17 통합교육활동 우수학교 선정
- 2009.03.01 영재학급 설치
- 2009.04.01 운동장 스탠드 차양막 설치
- 2009.04.20 예절실 리모델링 개관
- 2009.07.01 영어체험센터 개관
- 2009.07.06 장애인 편의시설 설치
- 2009.11.04 에코그린 생태학습장 조성
- 2010.03.01 경기도교육청지정 기초학력 시범학교(1/2)
- 2010.06.23 보육교실 바닥난방개선 공사
- 2010.08.21 병설유치원 환경개선공사 및 도시가스 시설공사
- 2010.10.18 Wee Class 환경개선공사
- 2011.02.18 제9회 졸업식(197명 졸업,총 졸업생수 1,290명)
- 2011.03.01 36학급(특수학급 2) 편성․운영
- 2011.03.01 경기도교육청지정 기초학력 시범학교(2/2)
- 2011.10.31 급식 전처리실 증축, 급식 조리실 바닥 환경개선 및 건물 방수처리
- 2013.02.13 제11회 졸업식(182명 졸업, 총 졸업생수 1,760명)
- 2013.03.01 38학급(특수학급 1) 편성·운영
- 2014.02.13 제12회 졸업식(177명 졸업, 총 졸업생수 1,937명)
- 2014.03.01 40학급(특수학급1, 유치원 1) 편성·운영
- 2015.02 졸업